# Age (Verschlüsselung)
age ist ein freies Kryptografiesystem. Es dient, wie sein Vorbild GPG, zum Ver- und Entschlüsseln von Daten.
Es soll einfach zu bedienen sein, mit kleinen Schlüsseln funktionieren und keine Konfiguration seitens des Benutzers erfordern. Zusätzlich werden auch  SSH-Schlüssel unterstützt. Die Software steht für Microsoft Windows, macOS, FreeBSD und Linux zur Verfügung.

## Entwicklung
Die erste Beta-Version von age wurde im Oktober 2019 veröffentlicht. Das Design des Verschlüsselungssystems und Kommandozeilen-Werkzeugs stammt vom ehemaligen Google-Ingenieur Filippo Valsorda und Ben Cartwright-Cox. Der Entwurf entstand während der sogenannten Never Graduate Week 2019 („absolviere-niemals-Woche“) des Recurse Center, einem selbsternannten US-amerikanischen Bildungszentrum für Programmierer.
Im September 2021 erfolgte die offizielle Veröffentlichung der Version 1.0.0 unter einer freien BSD-Lizenz. Das Programm wurde in der Programmiersprache Go entwickelt. Darüber hinaus existieren experimentelle Umsetzungen in Rust und Python.